# Lista de membros da Royal Society eleitos em 1973
Esta é uma lista de Membros da Royal Society eleitos em 1973.

## Fellows of the Royal Society (FRS)
1. Percival Allen
2. Brigitte Askonas
3. Francis Thomas Bacon[2]
4. Alan Baker
5. Neil Bartlett
6. Sir Granville Beynon
7. John Gatenby Bolton
8. Sir David Cox
9. Leslie Crombie
10. Harry Elliot
11. Douglas Scott Falconer[3]
12. Geoffrey Alan Gilbert
13. Harish-Chandra
14. Sir Richard John Harrison[4]
15. Harold Hopkins
16. Anthony Kelly
17. Egon Hynek Kodicek
18. Jack Lewis[5]
19. Mary Frances Lyon
20. Peter Bryan Conrad Matthews
21. George Francis Mitchell
22. Hélio Gelli Pereira
23. Paul Emanuel Polani
24. John Graham Ramsay
25. Lionel Edward Aston Rowson
26. Monkombu Sambasivan Swaminathan
27. Jamshed Rustom Tata
28. David Warren Turner
29. William Frank Vinen
30. Paul Egerton Weatherley
31. Ronald Whittam
32. Alec David Young

## Foreign Members (ForMemRS)
1. John Bardeen[6]
2. Manfred Eigen
3. Ulf Svante von Euler[7]
4. François Jacob

## Statute 12 Fellow
1. Quintin McGarel Hogg[8]